# Ezochiit
Das Mineral Ezochiit ist ein sehr selten vorkommendes Sulfid aus der Spinell-Supergruppe mit der Endgliedzusammensetzung Cu+(Rh3+Pt4+)S4. Es kristallisiert mit kubischer Symmetrie und entwickelt blaugraue, körnige Kristalle von wenigen Mikrometern Größe.
Die Typlokalität ist der Strand bei Tomamae (Hokkaidō) in der Unterpräfektur Rumoi auf der Insel Hokkaidō, Japan, wo Ezochiit zusammen mit Isoferroplatin, Chalkopyrit, Torryweiserit, Braggit und Laurit auftritt.

## Etymologie und Geschichte
Die Platinmetallvorkommen in Flusssedimenten des Birbir in Äthiopien (Yobdo Komplex) sind seit Beginn des 20. Jahrhunderts bekannt und wurden in den 1920er Jahren abgebaut. Louis J. Cabri und Mitarbeiter publizierten 1981 eine detaillierte Untersuchung der Platinmetallnuggets und beschrieben zum ersten Mal einen damals noch unbenannten Thiospinell der Zusammensetzung Pt(Ir,Rh)CuS4.
Die ersten Platinmetall-Thiospinelle wurden als Spinelle der Linneit-Untergruppe mit zweiwertigen A-Kationen (Cu2+, Fe2+) und dreiwertigen B-Kationen (Ir3+, Rh3+, Pt3+) beschrieben. Die Arbeitsgruppe um N. S. Rudashevskii untersuchte Platinvorkommen in Flusssedimenten Kamtschatkas und des Aldan und beschrieb 1985 die neuen Spinelle Cuproiridsit (CuIr2S4) und Cuprorhodsit (CuRh2S4).
Bei der Neudefinition der Thiospinelle durch die Arbeitsgruppe um Ferdinando Bosi 2018 wurden Cuproiridsit, Cuprorhodsit und Malanit neu definiert und konkrete Oxidationsstufen für Kupfer (Cu+) und die Platinmetalle Iridium (Ir3+, Ir4+), Rhodium (Rh3+, Rh4+) und Platin (Pt2+, Pt4+) flossen in die Mineraldefinitionen ein. Die zwei B-Kationen der Spinelle der „Carrollit-Untergruppe“ haben eine mittlere Ladung von 3,5 und für die Mineraldefinitionen wurde eine gemischte Besetzung mit 3-fach und 4-fach geladenen Kationen angenommen (z. B. Cuproiridsit: Cu+(Ir3+Ir4+)S2-4). Hierdurch ergibt sich die formale Möglichkeit für Mineraldefinitionen mit Ionen unterschiedlicher B-Elemente. So wurde Malanit als Cu+(Ir3+Pt4+)S2-4 definiert.
Der Rhodium-Platin-Thiospinell Ezochiit (Cu+(Rh3+Pt4+)S2-4) wurde 2024 von einer japanischen Arbeitsgruppe als neues Mineral in der „Carrollit-Untergruppe“ beschrieben. Sie benannten den Spinell nach dem Fundort, der Halbinsel Hokkaidō, die bis 1869 den Namen Ezochi trug.

## Klassifikation
Die strukturelle Klassifikation der IMA zählt den Ezochiit zur Spinell-Supergruppe, wo er zusammen mit Carrollit, Cuproiridsit, Cuprokalininit, Fletcherit, Florensovit, Malanit, Rhodostannit und Toyohait die „Carrollit-Untergruppe“ innerhalb der „Thiospinelle“ bildet.
Die formalen Oxidationsstufen der Kationen in Thiospinellen beruhen im Wesentlichen auf der Annahme von zweifach negativ geladenen Sulfid Anionen (S2-). Die Oxidationsstufe von Kupfer ist durch spektroskopische Daten belegt, aber für Schwefel in Thiospinellen ist bekannt, dass die tatsächliche Oxidationsstufe zwischen −1 und −2 liegt, und über die tatsächlichen Oxidationsstufen der Platinmetalle in Thiospinellen ist wenig bekannt. Die Neudefinitionen durch Bosi und Mitarbeiter sind daher umstritten und es gibt die Forderung, zumindest die Thiospinelle mit gemischten B-Kationen zu verwerfen, z. B. Ezochiit (Cu+(Rh3+Pt4+)S2-4), und sie als Mischkristalle der einfacheren Spinelle mit nur einer B-Spezies zu beschreiben (z. B. CuRh2S4 + CuPt2S4). Die IMA hat sich dieser Argumentation bislang nicht angeschlossen.
Da der Ezochiit erst 2024 als eigenständiges Mineral anerkannt wurde, ist er weder in der zuletzt 1977 überarbeiteten 8. Auflage der Mineralsystematik nach Strunz noch in der „Lapis-Systematik“ nach Stefan Weiß oder der zuletzt 2009 aktualisierten 9. Auflage der Strunz’schen Mineralsystematik verzeichnet.
In der Systematik der Minerale nach Strunz (9. Auflage) wird der Zusammensetzungsbereich des Ezochiit durch die Spinelle Cuprorhodsit (damals CuRh2S4), Cuproiridsit (damals CuIr2S4) und Malanit (damals CuPt2S4) abgedeckt. Ezochiit ist hier ein platinhaltiger Cuprorhodsit und gehört zusammen mit Bornhardtit, Cadmoindit, Carrollit, Cuproiridsit, Daubréelith, Ferrorhodsit, Fletcherit, Florensovit, Greigit, Indit, Kalininit, Linneit, Malanit, Polydymit, Siegenit, Trüstedtit, Tyrrellit, Violarit und Xingzhongit die „Linneitgruppe“ mit der System-Nr. 2.DA.05.
Die von der Mineraldatenbank „Mindat.org“ weitergeführte Strunz-Klassifikation, die sich im Aufbau nach der 9. Auflage der Strunz’schen Mineralsystematik richtet, führt in der Gruppe 2.DA.05 auch die nach 2009 neu beschriebenen Spinelle Berndlehmannit, Cuprokalininit, Joegoldsteinit, Nickeltyrrellit und Shiranuiit. Die Spinelle Ezochiit und Grimmit werden hier zusammen mit Ferrodimolybdänit (FeMo2S4), Zaykovit (Rh3Se4) und Zolenskyit (FeCr2S4) der allgemeineren Gruppe 2.DA (Metallsulfide mit M:S=3:4) zugewiesen.
Auch die vorwiegend im englischen Sprachraum gebräuchliche Systematik der Minerale nach Dana kennt den Ezochiit noch nicht.

## Chemismus
Ezochiit hat die Endgliedzusammensetzung Cu+(Rh3+Pt4+)S4.
Der Ezochiit aus der Typlokalität ist ein normaler Spinell mit der empirischen Zusammensetzung (Koordinationszahl der Gitterposition in eckigen Klammern):
- [4](Cu+0,85Fe3+0,15)[6](Rh3+1,09Pt4+0,78Ir3+0,08Pt2+0,05)O4[2]

Ezochiit bildet Mischkristalle mit Cuprorhodsit entsprechend der gekoppelten Austauschreaktion:
- 0,5 Cu+ + Pt4+ = 0,5 Fe3+ + Rh3+

## Kristallstruktur
Natürlicher Ezochiit kristallisiert mit kubischer Symmetrie der Raumgruppe Fd3m (Raumgruppen-Nr. 227) und dem Gitterparameter a = 9,8559(14) Å sowie 8 Formeleinheiten pro Elementarzelle. In diesem normalen Spinell ist die Tetraederposition vollständig mit Kupfer (Cu+) besetzt. Die Oktaederposition ist gemischt besetzt mit dreiwertigem Rhenium (Rh3+) und vierwertigem Platin (Pt4+).

## Bildung und Fundorte
Platin-Rhodium-Thiospinelle der Reihe Cuprorhodsit-Ezochiit sind selten, kommen aber weltweit in verschiedenen ultrabasischen Gesteinen vor. Hierzu gehören die ultramafischen Intrusionen Penikat (Finnland), der Coldwell-Komplex (Kanada) und der Bushveld-Komplex in Südafrika, Intrusionen vom Ural-Alaska-Typ wie der Yubdo-Komplex in Äthiopien, der Kytlym-Komplex (Russland), das Manampotsi-Gebiet (Madagaskar), die Solotaja-Intrusion (Russland), San Lorenzo (Ecuador), das Burgastain-Gebiet (Mongolei), das Alutschinski-Massiv (Russland) sowie Tugidark (Alaska) und verschiedene Ophiolith-Komplexe wie der Fenero-Ojen-Komplex (Spanien), der Bulqiza-Komplex (Albanien) und verschiedene Fundorte auf Hokkaidō (Japan), darunter die Typlokalität Tomamae.
In der Typlokalität, dem Tomamae-Strand bei Tomamae (Hokkaidō) in der Unterpräfektur Rumoi auf der Insel Hokkaidō, Japan, tritt Ezochiit in Schmelzeinschlüssen in Isoferroplatin auf, wo er zusammen mit Chalkopyrit, Torryweiserit, Braggit und Laurit vorkommt.